# Yūki Masakatsu
Yūki Masakatsu est un nom japonais traditionnel ; le nom de famille (ou le nom d'école), Yūki, précède donc le prénom (ou le nom d'artiste).
Yūki Masakatsu (結城 政勝, 1503 – 2 septembre 1559) est un samouraï de l'époque Sengoku de l'histoire du Japon, à la tête du clan Yūki.  Il est le fils de Yūki Masatomo.

## Daimyo
En tant que chef de clan, Masakatsu développe un code de lois provinciales (bunkoku-hō). En 1556, il publie les « Nouvelles lois de la famille Yūki » (結城氏法度, Yūki-shi Hatto).

## Source de la traduction
- (en) Cet article est partiellement ou en totalité issu de l’article de Wikipédia en anglais intitulé « Yūki Masakatsu » (voir la liste des auteurs).